# 에이토르 빌라로부스
에이토르 빌라로부스(포르투갈어: Heitor Villa-Lobos, 1887년 3월 5일 ~ 1959년 11월 17일)는 브라질의 작곡가이다. 대한민국에서는 2005년 포르투갈어에 의한 외래어표기법이 제정되기 전까지는 빌라로보스라고 표기했으므로, 빌라로보스로 더 널리 알려져 있다.

## 생애
1887년 3월 5일 리우데자네이루에서 스페인 이민자의 아들로 태어났다. 도서관 사서이자 아마추어 작곡가인 아버지에게 음악을 배웠다. 1899년 아버지가 죽은 뒤 카페와 영화관에서 첼로 연주를 했다.
1905년에 브라질 북동부를 여행하면서 민속 음악을 수집했다. 이 여행에 대해 알려진 것은 별로 없어, 북동부에서 식인종을 만났을 때의 모험을 회고한 것은 믿기 어렵다. 그 후에 리우데자네이루의 국립 음악원에서 공부했지만 빌라로부스의 작품은 너무 독창적이었다. 몇 년 후에 빌라로부스 자신이 한 말을 빌리자면 그의 음악은 “폭포처럼 자연스러운 것”이었고, “대학은 거기에 한 발을 내미는 순간 최악으로 변하게 되는 것”이었다.
1912년 아마존 우림 지역에 갔다 온 것을 마지막으로 리우데자네이루로 돌아와서 정착했다. 1915년 11월 13일에 첫 작품 발표회를 가졌다. 그의 재능은 인정받아 1923년에 정부지원금을 받아 파리로 유학을 가게 되었다. 1930년에 돌아와서는 음악을 가르쳤다.
빌라로부스의 음악 교육 역시 훌륭한 업적이다. 당시 세대의 브라질 사람들을 위한 음악 교수법을 고안해 냈는데, 브라질의 음악문화와 그들의 애국심을 바탕으로 한다. 민족음악을 접목시켜서 학생들을 위한 대편성 합창곡을 썼다. 빌라로부스가 죽은 지 40년이 지났지만 그의 교수법은 삼바 음악과 MTV에 영향을 받는 브라질의 지금 세대에게도 공감을 받고 있다.
1944년부터는 미국 전역을 돌며 지휘 활동을 하고, 미국 오케스트라에서 위촉된 작품과 영화음악을 작곡했다. 1959년 리우데자네이루에서 사망했다.

## 음악세계
브라질의 토속적인 민족음악을 소재로 개성과 색채감에 넘치는 이국적인 작품을 작곡하였다. 바흐의 정신으로 브라질 민족음악을 작곡하였다는 《브라질 풍의 바흐》(소프라노 독창과 첼로 합주를 위한 <제5번>은 특히 유명하다)를 비롯하여 피아노 모음곡 《아기의 가족》(루빈스타인의 애주곡)이나 기타 독주 《전주곡집》과 같은 소품에 이르기까지 특색있는 작품들을 작곡한 것으로 평가된다.